# Isla Ascensión
Ascensión es una isla de origen volcánico ubicada en el océano Atlántico, a medio camino entre América y África, sobre la placa Sudamericana, al borde de la dorsal Mesoatlántica. Se trata de una dependencia británica situada entre las coordenadas 7°56′S 14°22′O, a 1287 km al noroeste de Santa Elena. El territorio incluye pequeñas islas satélites como la isla Boatswain Bird, la peña o el peñón Boatswain Bird (este), White Rocks (sur) y la peña Tartar (oeste).

## Historia
Hacia finales del siglo XV el gobierno portugués envió una expedición de trece barcos bajo el mando de Pedro Álvarez Cabral hacia la India por la ruta de El Cabo. La expedición fue un éxito, pero varios meses antes del retorno de Cabral, el rey de Portugal envió un escuadrón de tres barcos y una carabela con una dotación de cuatrocientos hombres al mando del gallego João da Nova para que se reunieran con Cabral y llevaran mercancías a Sofala (en el actual Mozambique, donde existía un puesto comercial portugués) y a Calicut en la India. En su viaje de ida el grupo de João da Nova descubrió el 25 de marzo de 1501 una isla deshabitada a la que denominaron Illa de Nossa Senora de Conceição.
La isla volvió a ser visitada el 20 de mayo de 1503 —día de la Ascensión— por Afonso de Albuquerque. A raíz de esta visita el nombre de Concepción cayó en desuso frente al de Ascensión (en portugués: Ascensão) impuesto por Alburquerque. John Grisalva visitó la isla en 1518. William Dampier sufrió un naufragio en la isla en 1701 y se cree que su barco, el Roebuck, fue la causa de la aparición de ratas en la isla. El gobierno de la isla indica en su página web el descubrimiento del pecio del Roebuck a principios de siglo XXI. El capitán Cook visitó Ascensión en 1775. A pesar de todos estos contactos, la isla permaneció deshabitada hasta el siglo XIX, con la excepción ocasional de algunos pescadores de tortugas.
En 1815, fecha del exilio de Napoleón I en Santa Elena, se tomó en consideración la posibilidad de que Ascensión fuera usada como base para un intento de rescate. El resultado fue el envío de los navíos británicos H.M.S. Peruvian y H.M.S. Zenobia. Anclaron en Cross Bay el 22 de octubre de 1815 y a las 17:30 horas proclamaron la soberanía británica en la isla. La isla recibió una pequeña guarnición, restringida por el suministro de agua dulce, que aunque existente en la isla es limitada.
Charles Darwin visitó Ascensión en 1836.

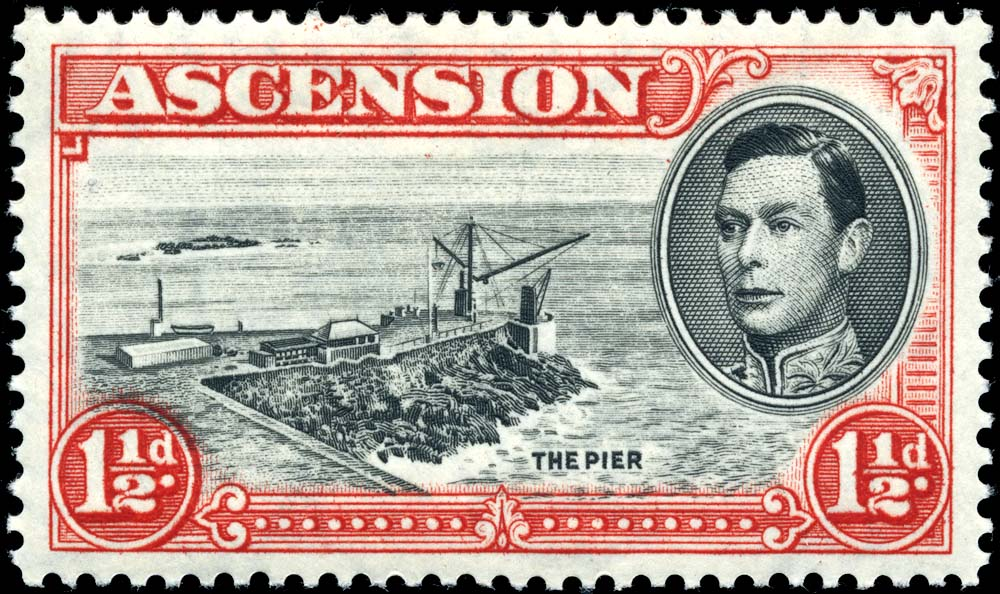
Sello de Ascensión con una imagen del muelle de Georgetown.

En 1922 la Armada británica transfirió el control de la isla a la Colonial Office, que a su vez encargó la gestión del día a día a la Eastern Telegraph Company, cuya presencia se remontaba a 1899 y cuyo director actuaba como magistrado residente de Ascensión.
Durante la Primera y Segunda Guerras Mundiales fue un importante centro de comunicaciones. En 1942 unos 4000 militares estadounidenses llegaron a la isla para construir pistas para aeronaves en la ruta de América a África del Norte. El papel militar de Ascensión también fue importante durante la guerra de las Malvinas, en 1982.
En 1964 se nombró al primer administrador de la isla, que así dejó de depender de Cable and Wireless (nombre que Eastern Telegraph adoptó en 1934).
En 1998 el gobierno británico se planteó el futuro constitucional de Ascensión y sus relaciones con Santa Elena. A su vez los usuarios civiles (BBC y Cable and Wireless) y militares de la isla plantearon su deseo de centrarse en sus propias esferas de actividad y dejar de suministrar servicios a la isla a partir de abril de 2001. Así se inició un proceso de cambio constitucional. El 22 y 23 de agosto de 2002 se llevó a cabo un plebiscito entre los residentes en la isla entre las opciones de constituir un consejo interinsular con Santa Elena o uno propio de Ascensión. El consejo de Ascensión obtuvo el 95% de los votos. El 1 de noviembre de 2002 se celebraron las primeras elecciones generales en Ascensión.

## Geografía

Mapa geográfico de la isla.

Se trata de una isla de unos 91 km² de superficie situada en la dorsal Mesoatlántica, lo que le confiere su naturaleza volcánica. Existen 44 cráteres en la isla, todos ellos durmientes, esto es,  no extintos. Buena parte de la superficie se compone de coladas de lava basáltica y conos de ceniza. La última erupción importante tuvo lugar hace unos seiscientos años.
El punto más elevado es el Green Mountain, de 859 metros de altura. Dentro de este mismo macizo, que cubre la mitad oriental de la isla, se encuentran los otros picos relevantes: Weather Post (608 m), White Hill (525 m) y Sisters Peak (445 m).
No existen cursos permanentes de agua, aunque existen algunas cisternas construidas durante el siglo XIX en Green Mountain para retener las aguas pluviales. La mayor parte del agua para consumo humano se obtiene de plantas desalinizadoras.
Su aislamiento es muy marcado, pues dista unos 1200 km de la tierra habitada más cercana, Santa Elena, que es a su vez un enclave remoto en medio del Atlántico Sur.
Un sismo de 7,1 de magnitud se registró en el norte de la isla el 29 de agosto de 2016 a una profundidad de 10 km y a una intensidad Mercalli de III.

### Clima

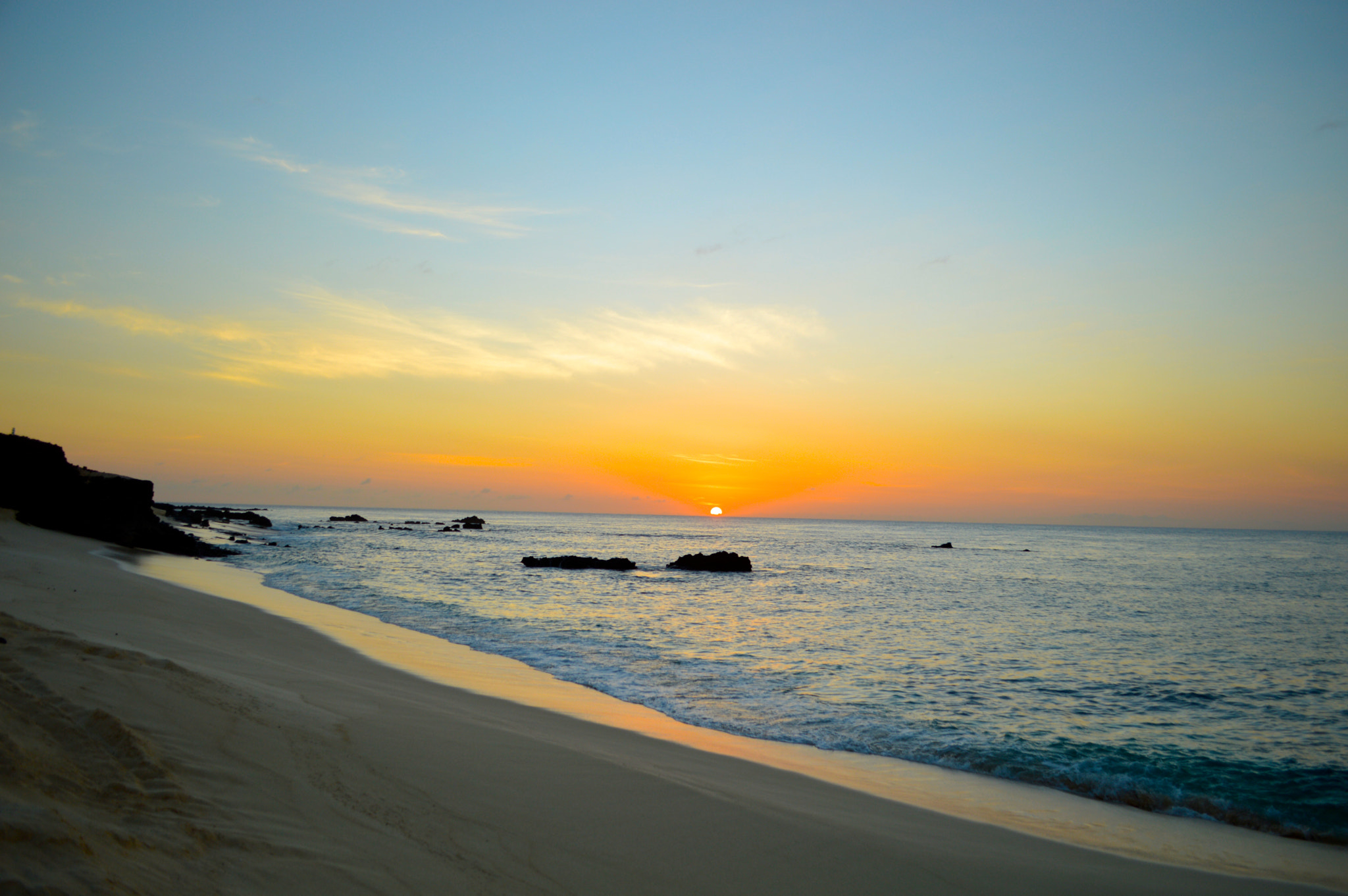
Atardecer en la Isla

La isla de Ascensión tiene un clima desértico caliente (BWh, según la clasificación climática de Köppen). Las temperaturas en la costa son en promedio de 22,7 a 27,8 °C (72,9 a 82,0 °F), y alrededor de 5 a 6 °C (9 a 11 °F) más frescas en el punto más alto. Las lluvias se reparten a lo largo del año, siendo más intensas de enero a abril. Pueden producirse chubascos en cualquier momento del año, pero tienden a ser más intensos entre junio y septiembre. La temperatura al nivel del mar oscila entre 20º y 31.º. En la Green Mountain es de unos 6º menos.  Aunque la isla se encuentra en la zona tropical, el promedio de precipitaciones anuales es muy bajo. La causa de esto podría ser la temperatura relativamente baja del agua del océano, ya que la corriente de Benguela y la corriente Ecuatorial del sur fluyen hacia el noroeste de África. Estas corrientes traen consigo efectos de enfriamiento alrededor del este del océano Atlántico Sur. Los ciclones tropicales también se producen muy raramente en el océano Atlántico Sur, lo que podría ser causado por el mismo fenómeno y por el fuerte viento vertical.

## Administración
Es un territorio británico de ultramar del Reino Unido,  que forma una dependencia junto con Santa Elena y Tristán de Acuña. Su capital es Georgetown. El grupo insular se gobierna desde Santa Elena, donde reside el gobernador. En Ascensión lo representa un administrador.
El Ascension Island Council es de carácter electivo y lo constituyen siete miembros no remunerados. Asesora al gobernador en materia de política y legislativa. Sin embargo es el gobernador el que tiene la responsabilidad general del gobierno británico en temas de defensa, asuntos exteriores, seguridad interna y servicio público, así como la responsabilidad general del buen gobierno de la isla.

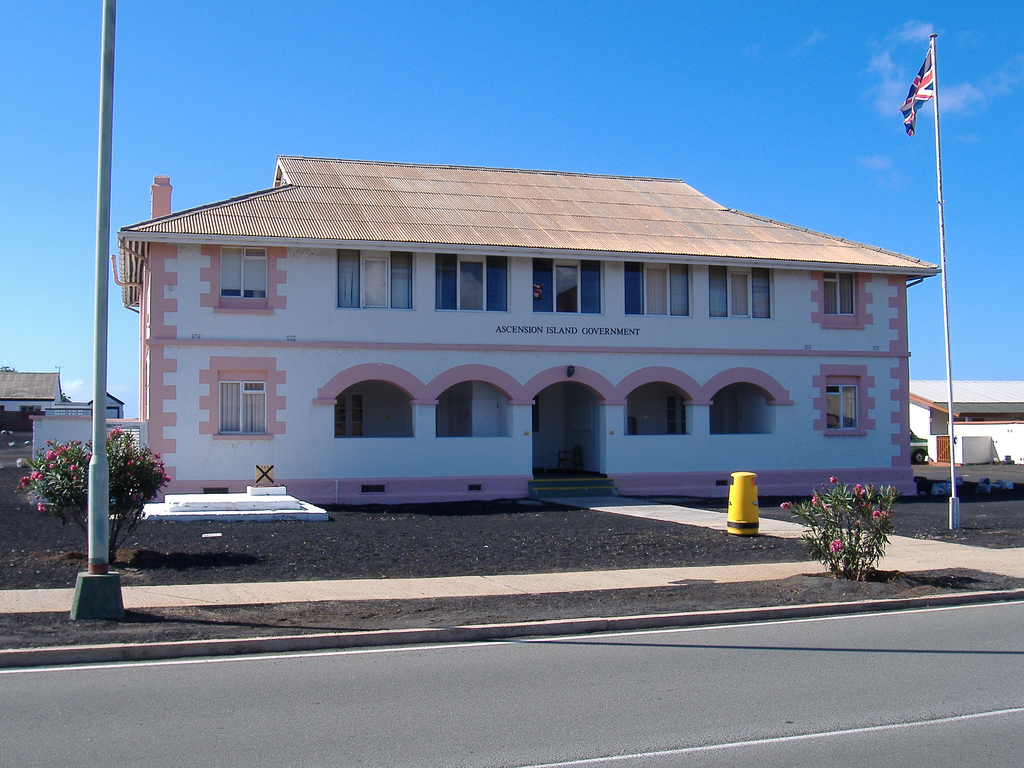
Sede del gobierno de la Isla

La legislación aplicable en Ascensión se conforma en torno a las ordenanzas de Ascensión, las ordenanzas de Santa Elena y las leyes británicas. Se intenta que estas normas se adapten a las circunstancias locales.
La fuerza policial de la isla la constituye un destacamento de seis miembros de la policía de Santa Elena.
Existe una escuela en Two Boats que cubre hasta undécimo año (de cinco a quince años). El centro fue construido en 1966 por la BBC para atender las necesidades de las familias de sus empleados.

## Demografía

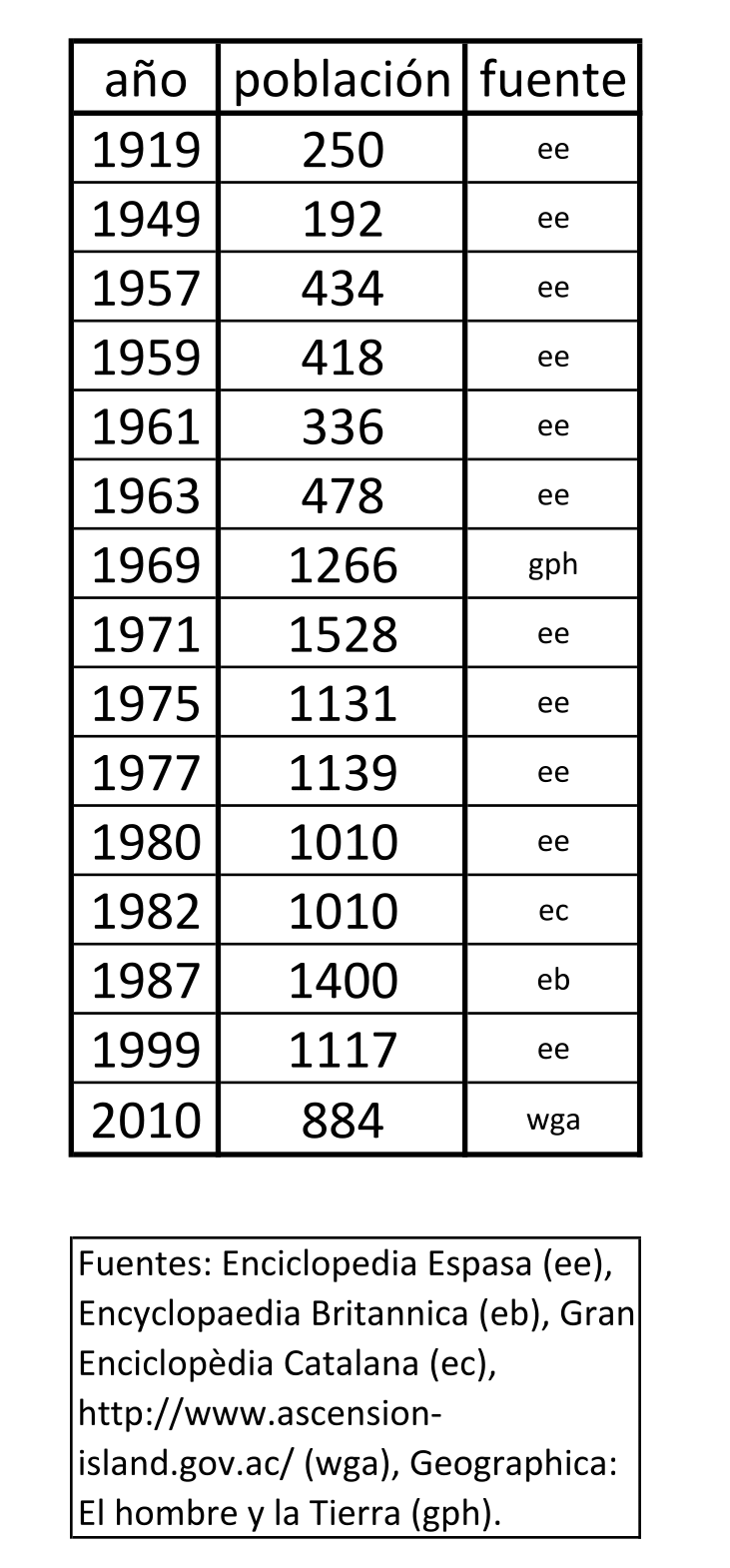
Tabla con la población de la Isla de Ascensión, en diversas fechas, tomada de diversas fuentes

No existe población indígena. Los habitantes de la isla comprenden los empleados y familiares de las organizaciones que trabajan en la isla. La población a 31 de marzo de 2010 era de 884 habitantes, entre ellos 696 ciudadanos santahelenos, 106 ciudadanos británicos, 70 estadounidenses y 12 de otras nacionalidades.
Existen cinco asentamientos: Georgetown, con 560 habitantes, es el puerto principal y ejerce de capital de la isla; Cat Hill es la base principal de los Estados Unidos; The Residency, residencia oficial del Administrador; Traveller's Hill, en el centro de la isla, residencia del personal de la base de la Real Fuerza Aérea británica y sus contratistas; y Two Boats Village es un área residencial a 5 km de la costa y sede del colegio de la isla. Además hay algunas casas rurales en Green Mountain.
La isla no tenía población indígena anterior a su colonización. La lengua hablada en las islas es el inglés, sin que haya habido nunca lengua autóctona o idioma criollo local.

## Economía
La moneda local es la libra de Santa Elena, equivalente a la británica. De la divisa británica aceptan los billetes, pero no siempre las monedas fraccionarias. En la base estadounidense circula el dólar estadounidense.
Los servicios bancarios los presta el Bank of Saint Helena. En febrero de 2012 no había cajeros automáticos.
Hasta la introducción de un nuevo régimen fiscal en abril de 2002 el presupuesto de la isla dependía de cantidades entregadas por los usuarios civiles y militares de las instalaciones de la isla. Entre 2000 y 2002 se gestó un nuevo sistema que privatizó ciertas actividades y estableció un nuevo régimen fiscal. Actualmente existen tasas de aduana limitadas a tabaco, bebidas alcohólicas y combustibles; e impuestos sobre la renta de las personas físicas y sobre el patrimonio. Como la introducción de estos impuestos fue anterior a la existencia de una asamblea representativa (una violación del principio no taxation without representation) se produjo una negociación con las organizaciones civiles y militares de la isla que llevó a que los salarios netos quedaran sustancialmente intactos pese a la reforma fiscal. El impuesto sobre el patrimonio también afecta a las organizaciones civiles y militares que operan en la isla. 
La emisión de sellos postales, principalmente destinado al coleccionismo, es también una importante fuente de ingresos para su economía.
Los salarios son más bajos que en Gran Bretaña, pero más elevados que en Santa Elena, de ahí que la isla atraiga mano de obra de su vecina. Además numerosos habitantes perciben pluses por expatriación.
La economía de la isla se centra en dos ramas de actividad. Por un lado están las actividades de defensa del Reino Unido y de los Estados Unidos. Por otro lado está las telecomunicaciones. En torno a estas dos actividades se mueve el resto de la economía local, dedicada al suministro, manutención y mantenimiento de personas e instalaciones.
Las principales organizaciones que operan en Ascensión son:
- Merlin Communications International, que opera y mantiene las instalaciones de la BBC, incluyendo una central eléctrica y una planta desalinizadora.
- Cable and Wireless plc, hasta 1934 conocida como Eastern Telegraph Company. Lleva en la isla desde 1898. Entre 1922 y 1964 fueron responsables de la administración insular. Actualmente operan la estación de seguimiento del programa Ariane y proporcionan las telecomunicaciones de la isla.
- La Fuerza Aérea de los Estados Unidos opera la Base aérea y el Aeropuerto Auxiliar de Ascensión (el Wideawake), arrendado al gobierno británico en 1956. Es la estación de seguimiento más meridional del Campo de Pruebas Oriental del Gobierno de los Estados Unidos.
- Computer Sciences Raytheon gestiona y opera las instalaciones de la USAF en Ascensión.
- Rl Ministerio de Defensa del Reino Unido: la instalación Base de la Isla de Ascensión está bajo el control del comandante de las fuerzas británicas en el Atlántico Sur, con base en las islas Malvinas. El motivo de la existencia de esta base es el mantenimiento del nexo aéreo entre el Reino Unido y las Malvinas.
- Subcontratistas civiles del Ministerio de Defensa: Interserve Ltd (mantenimiento de instalaciones), SERCO Ltd (gestión del aeropuerto), ESS Ltd (cáterin y alojamiento).
- Servicios públicos: dependen del Departamento de Obras Públicas y Servicios Comerciales, que se creó dentro de la rama administrativa del gobierno local en abril de 2004.
- Una de las cinco estaciones terrestres del sistema GPS está en la isla (las otras cuatro están en Colorado Springs, Hawái, Diego García y Kwajalein).

## Ecología

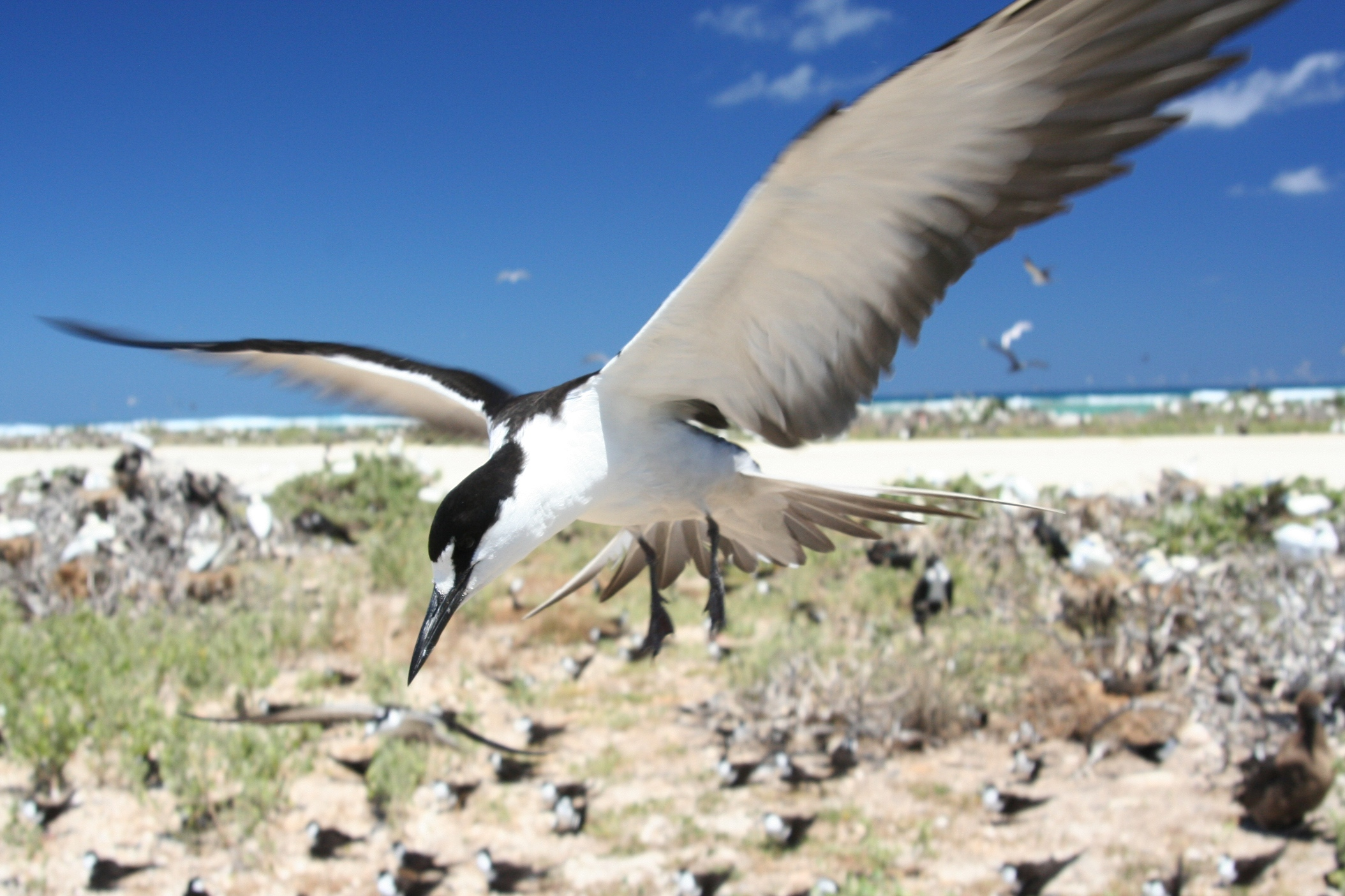
Charrán sombrío.

La isla es un punto de reunión para las tortugas marinas de la especie  Chelonia mydas (tortuga verde). Acuden anualmente desde Sudamérica, de diciembre a junio, a depositar sus huevos en la arena.
Habita en la isla el charrán sombrío, Sterna fuscata, denominado localmente wideawake por el peculiar sonido que emite. Se concentra en la costa sudoccidental cada diez meses para poner sus huevos. Esta ave ha dado nombre al aeropuerto local (Wideawake Airfield).
En sus costas también se encuentra el cangrejo moro, Grapsus adscensionis, que fue descrito por primera vez en la isla.
Este archipiélago constituye la ecorregión denominada pradera y matorral de Ascensión.